# Rafnic, Caraș-Severin
Rafnic (croată Ravnik) este un sat în comuna Lupac din județul Caraș-Severin, Banat, România.
Cod poștal 327257.

## Legături externe

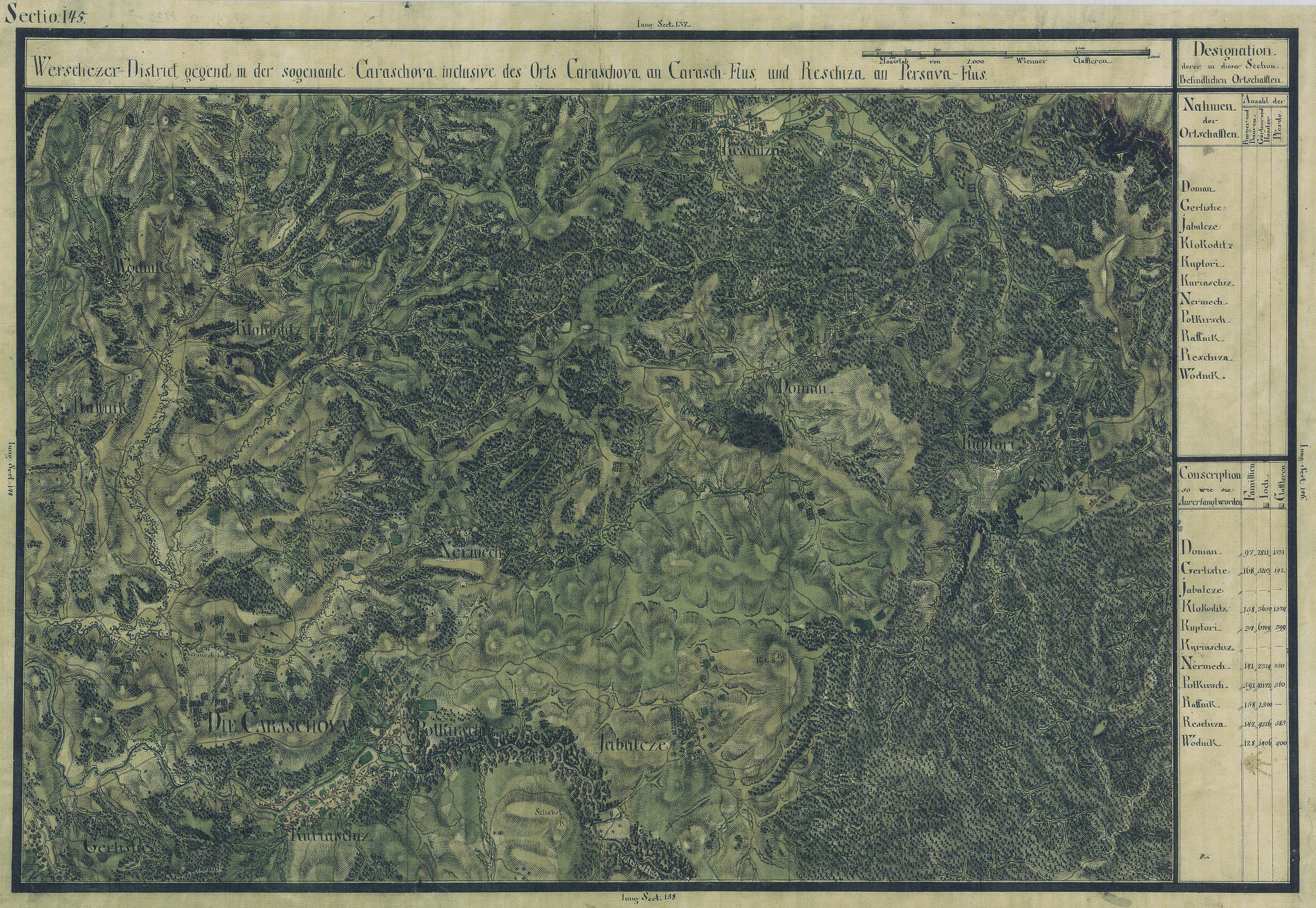
Rafnic în Harta Iosefină a Banatului, 1769-72